# 穆阿迈尔·卡扎菲
穆阿迈尔·穆罕默德·阿布·明亚尔·卡扎菲（羅馬化：Muʿammar Muḥammad ʾAbū Minyār al-Qaḏḏāfī，阿拉伯語發音：[muˈʕamːar alqaˈðːaːfi] ⓘ；1942年6月7日—2011年10月20日），遜尼派穆斯林，利比亞革命警衛隊上校，利比亞绿色革命的精神領袖。曾任利比亞實際最高領導者、革命導師、總理和非洲联盟主席。统治利比亞長達42年，是阿拉伯國家執政時間最久的國家領導人。
2011年2月初，受到埃及和突尼斯革命的影響，利比亞出現反對卡扎菲统治的示威遊行，並很快轉化為内戰。6月27日，国际刑事法院以涉嫌反人类罪为據，簽發卡扎菲的逮捕令。8月20日，反對派發動進擊首都的的黎波里之戰，攻入後，在全城搜捕卡扎菲。2011年10月20日，多國傳媒報導卡扎菲已經被俘虜，並謂因雙腿傷重而亡。利比亚“全国过渡委员会”执行委员会主席馬哈茂德·吉卜里勒在記者會上证实，卡扎菲当天在苏尔特的一个废弃下水道中被捕，但随后在执政当局軍隊与卡扎菲支持者的交戰中，头部和腹部遭到致命连环枪击身亡。

## 早年

### 家庭背景
卡扎菲出生於意屬利比亞的黎波里塔尼亞（今蘇爾特省）苏尔特南部費贊沙漠地區贝都因人格達費部落（因此也是格達費的姓氏）的一個羊皮帳篷里，該部落總人口僅有五萬到六萬人，在利比亞算是較小的部族。部族的起源，是阿拉伯帝國時代的蘇丹在動兵入侵北非後，軍隊中的葉門傭兵與當地柏柏爾人的混血後代。格達費的祖父在1911年意大利王國入侵鄂圖曼利比亞時被當時的意大利軍人殺害，而他的父親是普通的牧羊人，為當地財主放牧以維持生計，曾在義屬利比亞時期加入反抗意大利殖民利比亞的游擊隊，他亦見證了二戰北非戰場英軍和意軍在利比亞殖民地上的交戰、以及二戰結束後盟軍新成立的利比亞聯合王國。卡扎菲是其家中最小的孩子，也是唯一的男孩，他有三個姐姐，一家過著遊牧民族的質樸生活。

### 学生时代
小學之前隨父母在沙漠生活，並於鄰近小鎮就讀，每天以花單程一個半小時走路往返上學。由于上学时年龄比其他同学大，家境贫困，因此他常被同学嘲笑为“乡巴佬”。中學時，父親為他人牧羊而搬家，因付不出住宿費，被迫平日到清真寺要饭、打地舖睡觉。每個星期四放學後走三個半小時回沙漠與家人團聚（伊斯蘭教國家逢星期五為例假日），週六一早再步行三個半小時的路程回學校。

### 革命启蒙

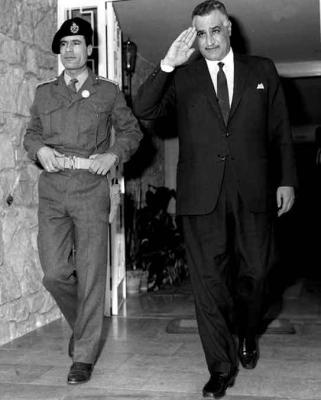
格達費（左）與納賽爾，攝於1969年

格達費在中學時便崇拜埃及總統賈邁勒·阿卜杜-納賽爾，經常收聽納賽爾在阿拉伯之聲的演講廣播。
在學校時，卡扎菲已顯露了一定的「領袖氣質」，善於表達，具有感召力。在學校中，卡扎菲設立了以「第一小組」為核心的組織，該組織採取了嚴格的層級制：小組成員可建立次級組織，吸納新成員，但均需得到卡扎菲的審核並認可，其中各級間的成員彼此互不認識。之後，卡扎菲被學校以參加政治活動為由而開除，他的父親通過各種人際關係，才将他轉到米蘇拉塔（利比亞西北部城市）的一所高中完成学業。
格達費於米蘇拉塔也建立類似的組織，曾在1956年領導過支持納賽爾與反對以色列的示威遊行，就讀班加西的軍校期間，時常與班加西大學內的泛阿拉伯民族主義份子來往。
中小學時期的艱辛求學環境對格達費影響甚大。1961年，卡扎菲進入班加西的利比亚大学主修歷史，就讀一年後轉學至同位於班加西的軍校。軍校畢業一年後，赴英國桑赫斯特皇家軍事學院接受裝甲兵與通訊相關訓練半年。回國後，國王伊德里斯一世年老昏庸，政局腐壞，軍政界皆有多人想奪取政權，格達費也成立了以中下級軍官為核心的「自由軍官」組織，積極謀劃革命。

## 统治

### 政变上台

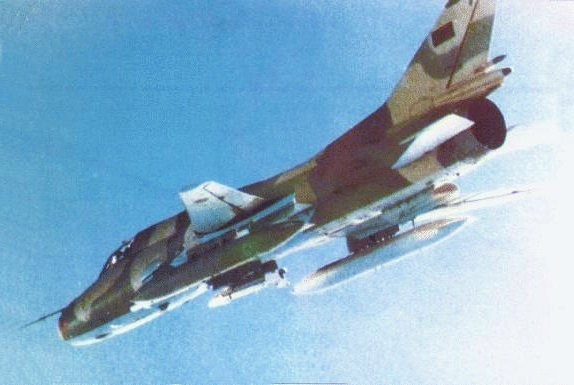
參加第一次錫德拉灣事件的利比亞空軍Su-22戰鬥機，請留意其機尾的利比亞國旗，此國旗由卡扎菲親自設計

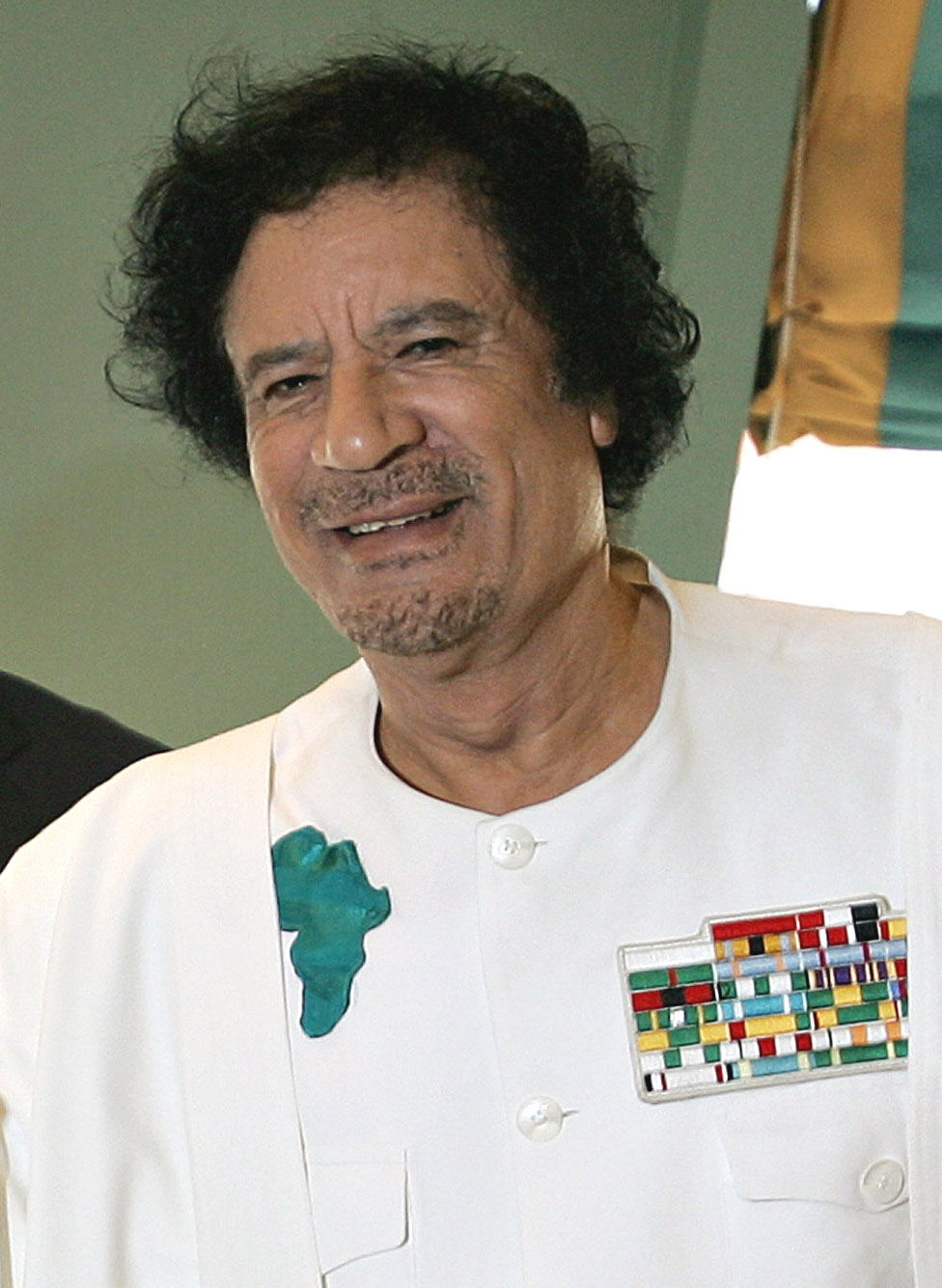
1998年起，他把注意力移到泛非主義，並提倡「非洲合眾國」的理念

1969年8月31日，當時為中尉的卡扎菲和同志阿卜杜勒-萨拉姆·贾卢德上尉等人從班加西出發，利用獲准的夜間訓練為掩護，將三營裝甲部隊於傍晚進軍的黎波里，突擊禁衛軍，軟禁國王衛隊司令。接著攻下廣播台和電視台，禁衛軍無法向外求援。隔天早上六點半，對外宣布革命成功，推翻伊德里斯王朝在利比亞實現阿拉伯民族主義對伊斯蘭主義的超越。
9月5日，王儲宣布放棄王位，利比亞王國被推翻，卡扎菲成為利比亞的最高領導人。
这场政变后被称为“九月革命”或“九一革命”。2011年卡扎菲政权被推翻以前，每逢9月1日，利比亚各界群众都会聚集在首都的黎波里市中心的绿色广场上举行盛大的庆祝活动，纪念革命胜利。

### 执政生涯
在1969年至1979年間，卡扎菲擔任革命委員會主席兼任武裝部隊總司令。卡扎菲上台後推行親蘇政策，收回美國的惠勒斯空軍基地（Wheelus Air Base），1972年廢除了前政權同美國簽訂的多項協議。1979年至2011年，擔任革命領導人兼任武裝部隊最高統帥。1970年至1972年，任職利比亞總理兼任國防部長。1973年4月15日，提出第三国际理论作为官方理论。1977年至1979年，任總人民大會總秘書處秘書長（國家元首）。
1982年至1983年，任非洲統一組織主席（現稱非洲聯盟）。
卡扎菲曾致力于获得核武器并曾向中國國務院總理周恩来询问能否购买但被拒绝。
由於卡扎菲本人篤信伊斯蘭教而且他認為利比亞作為一個伊斯蘭國家，國旗要有代表伊斯蘭教的綠色，於是他親自設計了一面只有綠色的利比亞國旗，此面國旗成為全世界最簡單的國旗，利比亞一直用此國旗直至2011年其政權被推翻為止。

### 经济社会政策
因为原油是利比亚的主要出口物资，卡扎菲力图改进利比亚的石油板块。1969年10月，他声称现有的贸易条款不公，偏惠外国公司而不是利比亚，并威胁减产，12月贾卢德成功地提高了利比亚石油价格。1970年其他OPEC国家跟进，导致全球原油价格上涨。
卡扎菲拒绝叙利亚式的世俗民族主义，选择比以往的阿拉伯民族主义更强调伊斯兰教。卡扎菲称阿拉伯民族主义和伊斯兰为“一个不可分割的整体”，并呼吁在阿拉伯世界占少数的基督徒改信伊斯兰教。卡扎菲力主采用伊斯兰教法作为国家法律的基础，模糊了宗教与世俗领域的界限。卡扎菲渴望伊斯兰世界的统一，并鼓励伊斯兰信仰的传播——在2010年访问意大利时，他付钱给一家模特公司找到200名年轻意大利妇女，以发表敦促她们皈依伊斯兰教的演讲。据卡扎菲传记的作者乔纳森·贝尔曼称，卡扎菲属于伊斯兰主义中的伊斯兰现代主义而不是伊斯兰原教旨主义流派，因为他置宗教于政治体系之下，而不是寻求将国家转变为伊斯兰式。他受一种“神圣使命感”驱使，认为自己是上帝意志的传达者，必须不惜一切代价实现目标。但卡扎菲仍然以其独特的视角解释伊斯兰教，并经常与保守派教士相冲突。与女性社会地位和人权纪录方面表现较为恶劣的沙特阿拉伯等波斯灣阿拉伯国家相比，卡扎菲领导下的利比亚拥有在整个阿拉伯世界中较好的女性境遇，女性在利比亞無需被強制配戴頭巾及穿罩袍。许多人批评卡扎菲试图鼓励妇女进入武装部队等传统上仅限男性的社会部门。卡扎菲希望改善妇女的地位，但也认为性别应“隔离但平等”，因而认为女性通常应保持传统角色。卡扎菲是坚定的反马克思主义者，在1973年声称“每个穆斯林都有责任去反对”提倡无神论的马克思主义。

### 对外交往

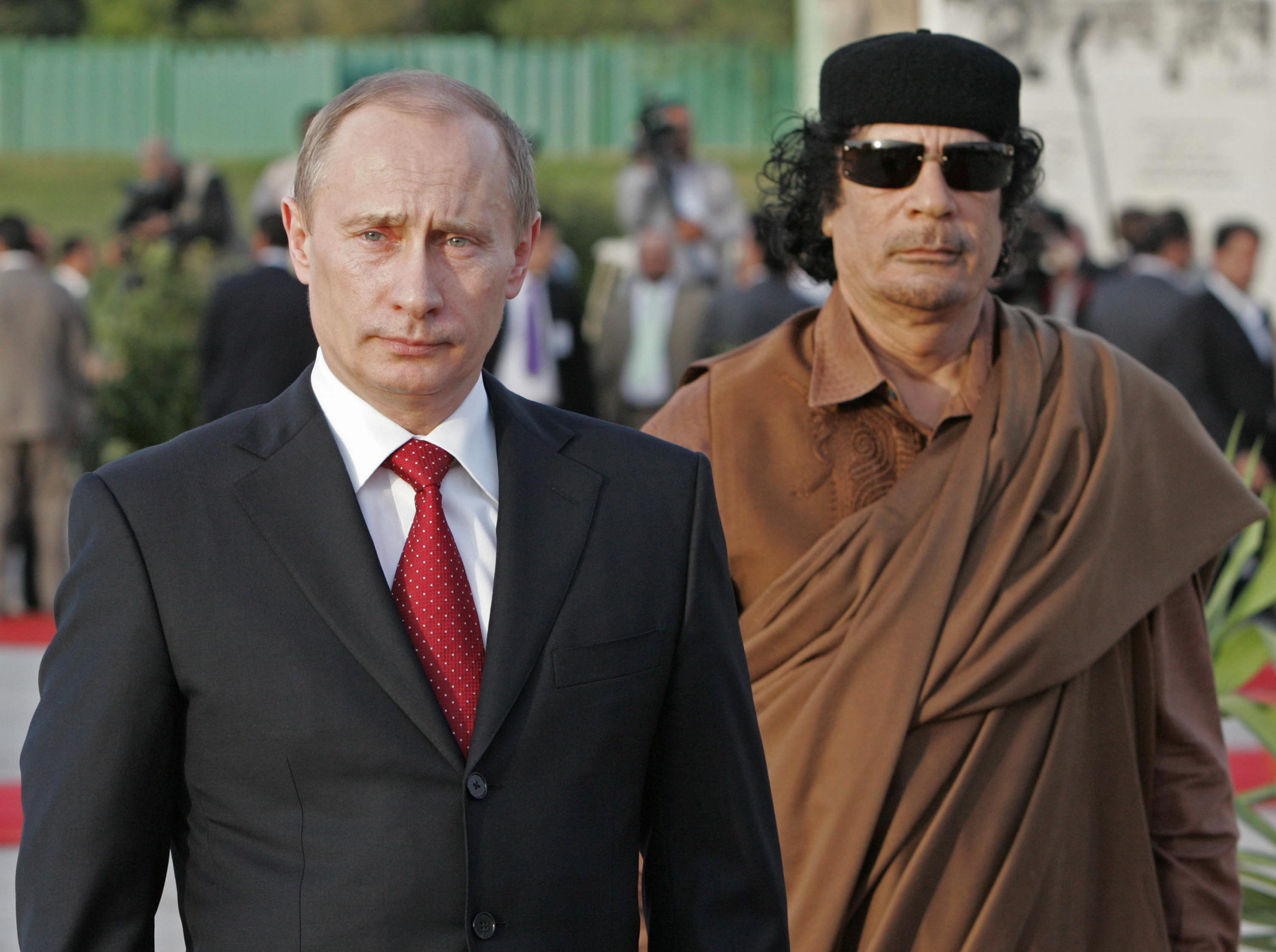
卡扎菲與俄羅斯總統普京，攝於2008年

卡扎菲认为流亡国外的利比亚人都是叛徒，对其中数人直接下达处决命令。根据他的指示，伦敦一些报刊亭因出售批评卡扎菲的报纸而被投掷炸弹。1980年，卡扎菲的许多政敌在英国被谋杀。1984年4月17日，经卡扎菲亲自下令，利比亚驻伦敦使馆公然用机枪向和平示威的群众扫射并当众枪杀年仅25岁的英国女警伊冯·弗莱切尔，导致使馆被围11天，两国断交15年，首相同意美国使用英国基地空袭利比亚。
卡扎菲曾因被指公開支持恐怖主義而被時任美國總統雷根批評為「瘋狗」（Mad Dog），在美國總統小布什任內則被列為「流氓政權」的領導人之一。卡扎菲在冷战结束後的態度有明顯改變，他決定使利比亞放棄發展核武器，並決定對利比亞恐怖攻擊的洛克比空難遇難者家屬賠償。政策上轉偏向西方，並於2006年5月與美國恢復邦交。
对华方面，卡扎菲在国际问题上经常批评中国。称中国背叛了社会主义。尽管如此，在第一次利比亚内战期间，中国企业曾与利比亚政府谈判出售武器，但中国政府表示对这些谈判不知情，也从未出售过武器。
2009年9月23日，卡扎菲在聯合國大會上發表長達94分鐘的演講《革命事業的領袖弟兄》（Brother Leader of the Revolution）時，漫長的演講造成其私人同步口譯員在中途心情崩潰，放棄翻譯。
2011年3月17日，俄罗斯在联合国安理会关于制裁利比亚卡扎菲政权的联合国安理会1973号决议投票中，与中国一致投了棄權票，不反對美国提出的加大对卡扎菲政权制裁力度的要求。6月9日，中国外交部发言人承认利比亚反对派代表已到达北京与中国政府会谈。而当全国过渡委员会刚刚夺下首都的黎波里，卡扎菲还在坚持抵抗时，俄罗斯在9月1日正式承认得到西方及阿拉伯各国支持的过渡委成为利比亚唯一的合法政权。9月12日，中华人民共和国外交部向全国过渡委员会通报了对其承认的决定。当中国和俄罗斯在卡扎菲还在继续抵抗时便相继承认全国过渡委员会为利比亚唯一合法政府之后，全国过渡委员会控制的石油公司的发言人通过电话向道琼斯通讯社表示：“那些曾经长期支持卡扎菲政权、对全国过渡委员会采取敌对立场的国家，今后在利比亚将难以获得新的石油勘探特许权，这些国家包括印度、中国和俄罗斯。”

## 下台

### 政權危機
利比亞自2011年2月15日起爆發反政府示威，格達費指派哈米斯旅鎮壓，但卻無法壓制。首都的黎波里部分區域已落入反對派手中，西方各國紛紛宣布制裁，凍結其家族資產。格達費2月24日警告示威者停止抗議，否則將「燒毀整個利比亞」。剛辭職的司法部長賈里爾於2月24日聲稱，格達費擁有生化武器，且隨時都有動用的可能。

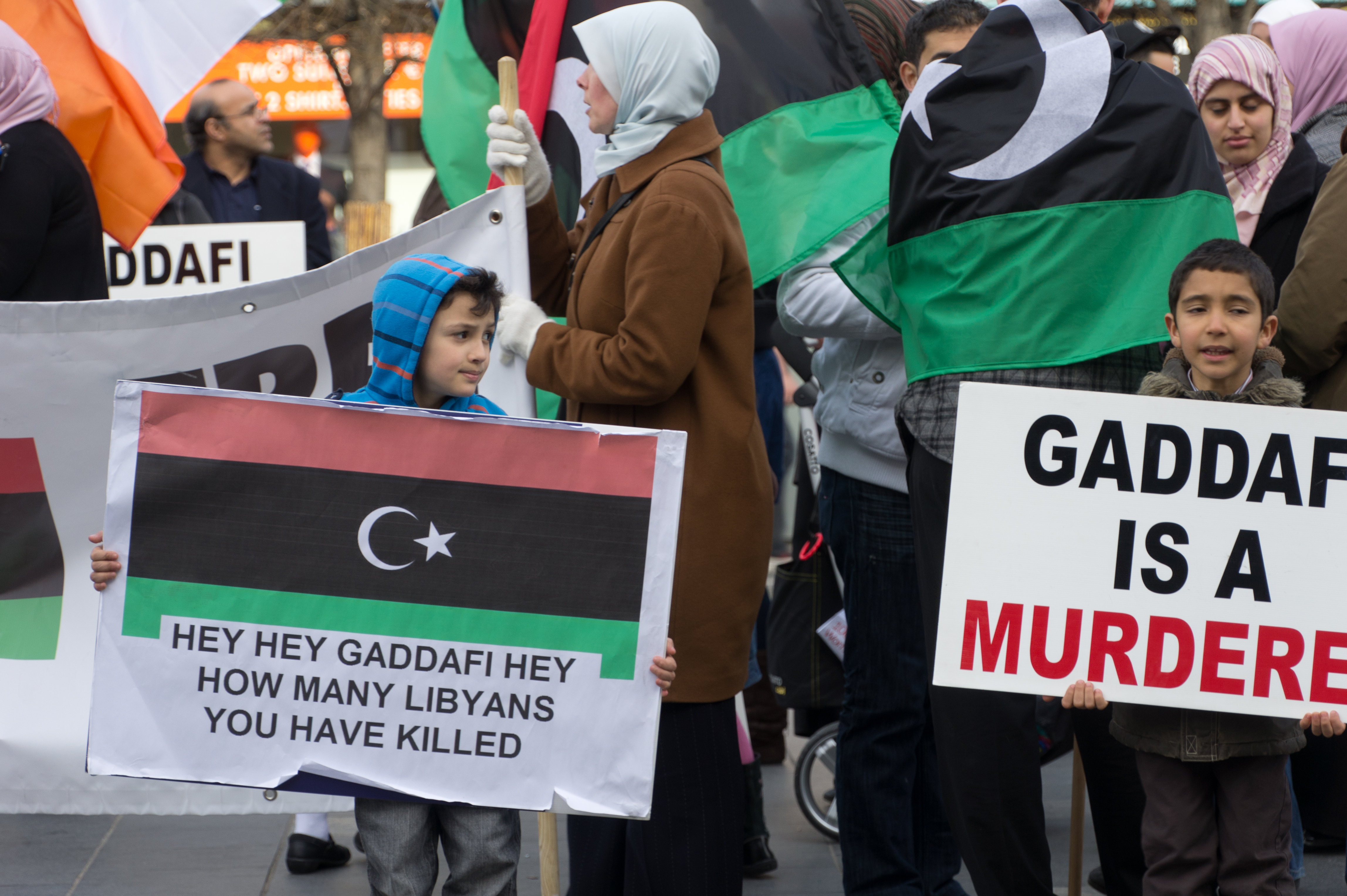
要求格達費下台的群眾。

格達費指責基地組織是利比亞危機的幕後策劃者，目的是想在利比亞建立伊斯蘭王國。2月26日，聯合國安理會15個理事國以15比0的票數一致通過決議，對格達費、其七子一女及親信等共16人實施制裁。制裁措施包括凍結資產和禁止出境，並把利比亞當局涉嫌侵犯人權的問题提交至海牙國際法庭處理。
格達費在反政府示威發生後，面對國內外的壓力，已多次公開表示自己不是總統或國王。自稱「革命領導人」的他沒有任何正式職務，也沒有國會可以解散，只有「人民大會」，所以他「沒有辦法」下台。
直至8月18日，據俄新網援引Albawaba新聞門戶網站的報導，利比亞軍方消息人士的透露，該國領導人格達費可能得「重病」，很快將離開祖國，將權力移交給司法部長穆罕默德·高穆迪（Muhammad Alqamoda）。格達費願意在所有參與北約領導的「聯合保護者」行動部隊立即撤出利比亞的條件下離境。
2011年8月29日，卡扎菲曾经的五名贴身女保镖向班加西的一名心理学家投诉称，她们都曾遭受卡扎菲和他儿子的强奸，之后又被政府军的其他官员侮辱。

### 遇襲身死
2011年10月20日，媒體報導指出全國過渡委員會官方向半島電視台公布，格達費已於當天早晨在其故鄉蘇爾特附近被利比亞革命軍俘獲。據報導，格達費和幾個侍衛在城西某道路下的水管中被NTC的軍隊發現，他在被北約的空襲鎖定後即試圖逃離城市，於是藏匿於該處。NTC高階官員阿卜杜勒·梅吉德（Abdel Majid）說，當時格達費的雙腿都受到了重傷，頭部亦中槍 。一位NTC的發言人向天空新聞台指出，格達費的遺體正被空運送往米蘇拉塔。
數名NTC的人物已證實了格達費的死亡，死因乃是其被俘獲時身體所受的槍傷。《衛報》在其網站上發布了一張由法新社提供、格達費被捕後上半身滿布血跡的手機照片。隨著格達費的死亡，長達50年的利比亞格達費時代和他建立起的伊斯兰主义獨裁政權也隨之終結。

## 家庭
- 長子穆罕默德·卡扎菲（1970年－）是唯一由第一任妻子所生的卡扎菲子女，其餘七個子女都是第二任妻子所生。他掌控利比亞電信和郵電等行業，任職利比亞郵電總公司主席及利比亞奥林匹克委員會，還在利比亞的一家飲料公司中擁有40%的股份[57][58][59]。
- 次子赛義夫·伊斯兰·卡扎菲（1972年－）是卡扎菲和第二任妻子所生，能說流利的英語、德語和法語，曾在倫敦政治經濟學院取得博士學位。推動了利比亞經濟改革，並在利比亞棄核進程與洛克比空難賠償上發揮了關鍵作用，是一個能影響其父決策的人。名義上只是卡扎菲慈善基金會主席，但實際上是利比亞僅次於其父的第二號人物。他透過自己“One-Nine Group”的一家附屬公司涉及利比亞的石油業[57][58][59]。原被視為下個接班人的他，最終在利比亞南部的奧巴里被捕。[60]
- 三子薩阿迪·卡扎菲（1973年－）是利比亞的運動選手，曾是國家足球隊隊員，參與過意大利甲組足球聯賽。主管體育和對外交流工作，任利比亞足球協會主席和阿勒利足球俱樂部的名譽主席，也是利比亞主權基金對外投資公司的老闆。曾加入了家族内涉及可口可樂特許經銷權利益的鬥爭[57][58][59]。他擁有單獨的部隊控制西部多個城市。[61]
- 四子漢尼拔·穆阿邁爾·卡扎菲（1975年－）曾因在瑞士訪問期間毆打隨從而被瑞士警方逮捕，此事導致利比亞與瑞士之間的外交衝突[57][58][59]。在2008年表示想要有自己的軍隊，曾獲得280億美元的支持。[61]
- 女兒艾莎·卡扎菲（1976年－）在利比亞的大學獲得法學博士學位，當過法學教授和律師，主要幫其父管理酒店業，也與能源及建設領域較密切。於2006年嫁給跟其父有血缘關係之同一部族出身的特種部隊軍官。性格與卡扎菲相似，因長相美丽和身材惹火，被稱為「利比亞第一公主」[57][58][59]。
- 五子奥-穆·坦塞姆·比拉·卡扎菲（1977年－2011年10月20日）擔任利比亞國家安全顧問，是卡扎菲子女中唯一公開擁有政府官職的人。维基解密曾披露他曾在2008年向國家石油公司主席敲詐12億美元以成立自己的私人軍隊[57][58][59]。在利比亞內戰中與其父一同被殺。[60]
- 六子賽義夫·阿拉伯·卡扎菲（1982年－2011年4月30日）常年居住在德國慕尼黑，外界對他了解不多[57][58][59]。2011年4月30日，利比亞政府發言人易卜拉欣說，賽義夫在當地時間4月30日北约空襲中死亡，同時死亡的還有卡扎菲的三個孫子[62]。
- 七子哈米斯·卡扎菲（1983年－2011年8月29日）是位武官，曾在俄羅斯受過培訓，統率其父最信任的嫡系特種兵部隊哈米斯旅[57][58][59]。在利比亞局勢動蕩之前，哈米斯一直在讀書。在利比亞爆發內戰以來，卡扎菲「最神秘的兒子」哈米斯一直在指揮作戰，被認為是最具「軍事實力」的一個。2011年8月4日，反对派称北約飛機于对茲利坦的空襲中炸死了哈米斯。[63]8月9日，利比亞政府播放錄像證明哈米斯仍然在世。[64]經證實，他已於2011年8月29日在泰爾胡奈戰死。

## 个人生活
喜愛騎乘駱駝而不習慣乘坐高級轎車，平時愛喝駱駝奶和食用烤肉。他喜愛足球運動，是意大利老牌球隊尤文图斯队的股東。

## 軼聞
1969年9月1日，擔任通信兵營指揮官的格達費秘密成立的「自由軍官組織」發動武裝政變。據傳在他的威脅下，當時中華民國政府派駐利比亞的兩位通訊專家俞湘鍍少校和葉秉中上尉被迫配合關閉全軍通訊系統。
1970年，卡扎菲派他的副手总理贾卢德突访中华人民共和国，并且欲以利比亚与中华民国（台湾）断交换取中华人民共和国提供核武器，遭到中华人民共和国领导人反对，当时的中共中央主席毛泽东甚至斥责卡扎菲“这么讨厌的卡扎菲，太狂妄了”，并拒绝会见贾卢德。尽管如此，卡扎菲仍多次声称自己崇拜毛泽东，并说过自己是毛泽东的“好学生”。但也有观点认为毛泽东斥责卡扎菲及卡扎菲称自己是毛泽东的“好学生”并无实据，只是传言。
1982年9月，卡扎菲访问中华人民共和国，同中国共产党领导人邓小平见面并且会谈，事后邓小平评价他说：“这个卡扎菲跟侯赛因国王（約旦國王）截然不同，趾高气扬。”邓小平較喜歡侯赛因，討厭卡扎菲。
2002年4月13日，时任中共中央总书记、中华人民共和国主席江泽民访问利比亚时称赞卡扎菲是“亲密的朋友”。
2006年1月18日，格達費的次子賽義夫首次來臺灣並與時任中華民國總統陳水扁見面。5月10日，陳水扁訪問利比亞時與格達費會面，並受到了後者的款待。此事引起中华人民共和国政府的强烈不满。
在卡扎菲死后，时任外交部非洲司司长卢沙野接受法国媒体采访时表示，卡扎菲不是中国的朋友，相反他是很多西方领导人的座上宾。曾任中国驻利比亚使馆参赞并被卡扎菲“称兄道弟”的时延春则用“五个特点”（枭雄人物、风云人物；有争议的人物；不定向导弹式多变人物；不肯轻易屈服的人物、投机者；性情中人、很随意、变化多端）评价卡扎菲。
2009年9月23日，联合国大会迎来史上最魔幻的一幕——利比亚总统穆阿迈尔·卡扎菲手持一本《联合国宪章》，在演讲台上疯狂输出96分钟，把联合国骂了个遍。
2013年1月，法国军火商塔基耶廷（Ziad Takieddine）指称，2006年12月至2007年1月期间，卡扎菲曾向法国前总统萨科齐提供4000万英镑现金用于2007年法国总统选举，这笔巨额献金通过巴拿马和瑞士账户洗白。
卡扎菲在未垮台前宣稱，從利比亞經地中海北上歐洲的偷渡活動遭利比亞政府有效壓制，例如2009年全年意大利只截獲7,300名偷渡者。2011年利比亚内战爆发后，卡扎菲曾經提出警告，表示一個統一和穩定的利比亞對於抑制地中海的偷渡活動事關重要。卡扎菲还在电话中警告英国前首相布莱尔，如果自己丢掉政权，恐怖主义势力将在中东崛起并必将攻击欧洲。在其死后，随着“阿拉伯之春”走向低潮，卡扎菲死后的利比亚并未实现稳定、发展及政治进步，反而陷入混乱及分离。这也使得利比亚在2010年代中期开始愈演愈烈的欧洲移民危机中成为了难民及非法经济移民越境的来源地及跳板，其中便有恐怖主义者借此渗入欧洲。有评论对此表示，这是参与推翻卡扎菲政权的欧洲国家“搬起石头砸自己的脚”和“咎由自取”。

## 大眾文化
- 《笑彈龍虎榜》：1988年電影，由羅伯特·盧珍（Robert LuJane）飾演。
- 《私人戰爭》：2018年電影，由拉阿德·拉维（Raad Rawi）飾演。

### 书籍
- Bearman, Jonathan. . London: Zed Books. 1986. ISBN 978-0-86232-434-6.
- Bianco, Mirella. . 由Lyle, Margaret翻译. London: Longman. 1975. ISBN 978-0-582-78062-0.
- Blundy, David; Lycett, Andrew. . Boston: Little Brown & Co. 1987. ISBN 978-0-316-10042-7.
- Boyd-Judson, Lyn. . Foreign Policy Analysis. 2005, 1: 73–97. ISSN 1743-8586. doi:10.1111/j.1743-8594.2005.00004.x .
- Castro, Jose Esteban. . Soc. 2011, 48 (4): 307–311. doi:10.1007/s12115-011-9442-7 .
- Cojean, Annick. . New York: Grove Press. 2013. ISBN 978-1-611-85610-1.
- Cooley, John K. . London: Sidgwick & Jackson. 1983. ISBN 978-0-283-98944-5.
- Davis, J. . Government and Opposition. 1982, 17 (1): 61–79. JSTOR 44483404. S2CID 144831599. doi:10.1111/j.1477-7053.1982.tb00679.x.
- El-Khawas, Mohamed. . Africa Today. 1984, 31 (3): 17–44. JSTOR 4186243.
- First, Ruth. . Harmondsworth: Penguin. 1974. ISBN 978-0-14-041040-2.
- Gardell, Matthias. . Durham and London: Duke University Press. 2003. ISBN 978-0822330714.
- Hajjar, Sami G. . The Journal of Modern African Studies. 1982, 20 (3): 361–375. JSTOR 160522. S2CID 154903399. doi:10.1017/s0022278x00056871.
- Harris, Lillian Craig. . Boulder, Colorado: Westview Press. 1986. ISBN 978-0-8133-0075-7.
- Haynes, Jeff. . Paradigms. 1990, 4 (1): 58–73. doi:10.1080/13600829008442987.
- Hinnebusch, Raymond A. . Third World Quarterly. 1984, 6 (1): 59–73. doi:10.1080/01436598408419755.
- Human Rights Watch. . Human Rights Watch. 2012  [4 December 2016]. ISBN 978-1-56432-952-3. （原始内容存档于3 May 2015）.
- Kamel, Amir M.  (PDF). International Affairs. 2016, 92 (3): 683–702  [27 August 2019]. S2CID 156529941. doi:10.1111/1468-2346.12602. （原始内容存档 (PDF)于27 August 2019）.
- Karniel, Yuval; Lavie-Dinur, Amit; Azran, Tal. . The International Communication Gazette. 2015, 77 (2): 171–188. S2CID 144642774. doi:10.1177/1748048514562686.
- Kawczynski, Daniel. . London: Biteback. 2011. ISBN 978-1-84954-148-0.
- Martin, Guy. . Trenton, NJ: Africa World Press. 2002. ISBN 978-0-865-43858-3.
- Pargeter, Alice. . New Haven: Yale University Press. 2012. ISBN 978-0-300-13932-7.
- Ronen, Yehudit. . Shaked, Haim; Dishon, Daniel  (编). . Tel Aviv: Moshe Dayan Center for Middle Eastern and African Studies. 1986: 578–603. ISBN 978-965-224-006-4.
- Ramutsindela, Maano. . South African Geographical Journal. 2009, 91 (1): 1–3. Bibcode:2009SAfGJ..91....1R. S2CID 153609561. doi:10.1080/03736245.2009.9725324.
- Sacerdoti, Giorgio; Acconci, Pia. . The Italian Yearbook of International Law Online. 2011, 21 (1): 61–84. doi:10.1163/22116133-90000210.
- Simons, Geoff.  second. Houndmills and London: Macmillan. 1996. ISBN 978-0-23038-011-0.
- Simons, Geoff. . Oxford: Centre for Libyan Studies. 2003. ISBN 978-1-86064-988-2.
- St. John, Ronald Bruce. . International Journal of Middle East Studies. 1983, 15 (4): 471–490. JSTOR 163557. S2CID 145692912. doi:10.1017/S0020743800051394.
- St. John, Ronald Bruce. . London: Saqi Books. 1987. ISBN 978-0-86356-161-0.
- St. John, Ronald Bruce. . The Journal of North African Studies. 2008, 13 (1): 91–106. S2CID 219626768. doi:10.1080/13629380701742819.
- St. John, Ronald Bruce.  rev. Oxford: Oneworld. 2012. ISBN 978-1-85168-919-4.
- Sykes, Alan. . Basingstoke and New York: Palgrave Macmillan. 2005. ISBN 978-0333599242.
- Tandon, Yash. . Insight on Africa. 2011, 3 (1): 1–21. S2CID 155823080. doi:10.1177/0975087814411129.
- Vandewalle, Dirk. . Cambridge: Cambridge University Press. 2006. ISBN 978-0-521-61554-9.
- Vandewalle, Dirk. . Vandewalle, Dirk  (编). . Basingstoke, England: Palgrave Macmillan. 2008a: 215–237. ISBN 978-0-230-33750-3. doi:10.1007/978-0-230-61386-7_10.
- Vandewalle, Dirk. . Vandewalle, Dirk  (编). . Basingstoke, England: Palgrave Macmillan. 2008b: 9–53. ISBN 978-0-230-33750-3. doi:10.1007/978-0-230-61386-7_2.
- Zoubir, Yahia H. . Journal of Contemporary European Studies. 2009, 17 (3): 401–415. S2CID 153625134. doi:10.1080/14782800903339354.